# إرادة أمة (النشيد الوطني اليمني)
"إرادة أمة" كان النشيد الوطني للجمهورية العربية اليمنية من عام 1978 إلى عام 1990. تم تقديمه ليحل محل النشيد الوطني القديم "السلام على الأرض". 

## الكلمات
كورال

𝄆 في ظل راية ثورتي

أعلنت جمهوريتي 𝄇

يمني السعيدة منيتي

إني وهبتك مهجتي

بعزيمتي بإرادتي

أنهيت عهد الظلمة

وبقوتي وبوحدتي

حققت حلم الأمة

ومضيت نحو القمة

والله بارك وثبتي

1

𝄆 هيهات شعبي يستكين

شعبي محا ظلم السنين 𝄇

وأباد كل الظالمين

𝄆 ليعيش مرفوع الجبين 𝄇

كورال

2

𝄆 وطني وصوتك في فمي

يعلو وحبك في دمي 𝄇

لا لن تعود لتنتمي

𝄆 أبدا لعصر المجرمين 𝄇

كورال

3

𝄆 هتافنا عبر الزمن

لبيك يا أرض اليمن 𝄇

لبيك يا أغلى وطن

𝄆 نفديك من كل المحن 𝄇

كورال

4

𝄆 في ثورتي حريتي

والحكم حكم الأمة 𝄇

هذي إرادة أمتي

𝄆 أشدو بها في فرحتي 𝄇

كورال

5

𝄆 قسماً برب العزة

قسماً بمجد عروبتي 𝄇

أني سأحمي ثورتي

𝄆 وأصون جمهوريتي 𝄇

كورال